# Ikarus (Musiker)
Ikarus (* 18. September 1974 in Eisenstadt als Wolfgang Stindl) ist ein österreichischer Musiker und Produzent. Stilistisch vereint er in seiner Musik elektronische Musik, World Music und Popmusik.

## Leben
Im Alter von zwölf Jahren begann Ikarus Songs zu schreiben. Beeinflusst von ersten World Music-Platten aus Südafrika gründete Ikarus 1991 seine erste Band „United Colours“ und veröffentlichte die erste CD Too Loud.
Der Durchbruch gelang Ikarus 1999 auf MP3.com, wo er wochenlang die MP3.com-Charts anführte. Das US-Plattenlabel „Earthtone“ wurde 2000 auf den Musiker aufmerksam, und ein Plattenvertrag wurde abgeschlossen. Die erste CD Touch the Sun unter dem Namen Ikarus erschien 2001 und wurde von Kritikern gelobt. Die Mischung aus World Music-Elementen mit Elektronikklängen brachte Ikarus weitere Aufträge. Unter anderen wurde Ikarus’ Song Praying to Different Gods auf The Matrix-Revisited, einer Dokumentation über die Entstehung des Films Matrix mit Keanu Reeves verwendet. Es folgten diverse Compilations und Filmmusiken.
Das zweite Album Praying to Different Gods wurde 2002 veröffentlicht. The Angkor Sessions, Ikarus’ drittes Album mit den Singles River und Mr. Brown vereinte keltische mit Electronic-Klängen. Zu den Songs Believe und Morning Meditation entstanden Musikvideos, die vom Produzenten Astral Elements in Kanada gedreht wurden. Auf dem vierten Album Breathing Cultures, das 2004 erschien, arbeitete Ikarus mit verschiedenen Gastsängerinnen wie Zeebee, Sandhya Sanjana und Louise Fraser zusammen.

## Diskografie
Alben:
- 1991: United Colours Too Loud, Label: Eigenverlag
- 2001: Touch the Sun, Label: Sonic Images, Earthtone
- 2002: Praying to Different Gods, Label: IkarusMusic
- 2003: The Angkor Sessions, Label: IkarusMusic/Click Music
- 2004: Breathing Cultures, Label: IkarusMusic/ClickMusic
- 2005: Age of Confusion, Label: OrangeMusic
- 2005: Project, Label: OrangeMusic

Remixes für
- 1 Giant Leap: My Culture feat. Robbie Williams & MAxi Jazz
- Peter Gabriel: Shock the Monkey

Musik von Ikarus in Filmen:
- The Matrix Revisited, Warner Bros 2002
- Jute, DS Films 2002
- Flavours, Net Effect 2004
- The Australia Project, BS Productions 2004
- Dosage Vol.2, BigupProductions 2004
- Down the Barrel, EPSN 2007